# Fitsum Alemu
Fitsum Alemu (Dessiè, 15 luglio 1995) è un calciatore etiope, centrocampista del Bahir Dar Kenema e della nazionale etiope.

## Carriera

### Club
Ha giocato nella prima divisione etiope.

### Nazionale
Debutta con la nazionale etiope il 13 ottobre 2019 in occasione dell'amichevole persa 1-0 contro l'Uganda.
Il 23 dicembre 2021 viene incluso nella lista finale per la Coppa delle nazioni africane 2021.

## Statistiche
Statistiche aggiornate all'8 gennaio 2022.

### Cronologia presenze e reti in nazionale
| Cronologia completa delle presenze e delle reti in nazionale ― Etiopia | Cronologia completa delle presenze e delle reti in nazionale ― Etiopia | Cronologia completa delle presenze e delle reti in nazionale ― Etiopia | Cronologia completa delle presenze e delle reti in nazionale ― Etiopia | Cronologia completa delle presenze e delle reti in nazionale ― Etiopia | Cronologia completa delle presenze e delle reti in nazionale ― Etiopia | Cronologia completa delle presenze e delle reti in nazionale ― Etiopia | Cronologia completa delle presenze e delle reti in nazionale ― Etiopia |
| Data                                                                   | Città                                                                  | In casa                                                                | Risultato                                                              | Ospiti                                                                 | Competizione                                                           | Reti                                                                   | Note                                                                   |
| ---------------------------------------------------------------------- | ---------------------------------------------------------------------- | ---------------------------------------------------------------------- | ---------------------------------------------------------------------- | ---------------------------------------------------------------------- | ---------------------------------------------------------------------- | ---------------------------------------------------------------------- | ---------------------------------------------------------------------- |
| 13-10-2019                                                             | Bahar Dar                                                              | Etiopia                                                                | 0 – 1                                                                  | Uganda                                                                 | Amichevole                                                             | -                                                                      | 61’                                                                    |
| 17-3-2021                                                              | Bahar Dar                                                              | Etiopia                                                                | 4 – 0                                                                  | Malawi                                                                 | Amichevole                                                             | -                                                                      | 63’                                                                    |
| 24-3-2021                                                              | Bahar Dar                                                              | Etiopia                                                                | 4 – 0                                                                  | Madagascar                                                             | Qual. Coppa d'Africa 2021                                              | -                                                                      | 88’                                                                    |
| 26-8-2021                                                              | Bahar Dar                                                              | Etiopia                                                                | 0 – 0                                                                  | Sierra Leone                                                           | Amichevole                                                             | -                                                                      | 65’                                                                    |
| 30-12-2021                                                             | Limbé                                                                  | Etiopia                                                                | 3 – 2                                                                  | Sudan                                                                  | Amichevole                                                             | -                                                                      |                                                                        |
| 9-1-2022                                                               | Yaoundé                                                                | Etiopia                                                                | 0 – 1                                                                  | Capo Verde                                                             | Coppa d'Africa 2021 - 1º turno                                         | -                                                                      | 62’                                                                    |
| Totale                                                                 |                                                                        | Presenze                                                               | 6                                                                      |                                                                        | Reti                                                                   | 0                                                                      |                                                                        |